# Цуй Шу
Цуй Шу (кит. трад. 崔述, 1740—1816) — китайский интеллектуал-каноновед эпохи  Цин, представитель направления «каочжэн».
Получил неоконфуцианское образование под присмотром отца, Цуй Юаньлиня (崔元森). В 1763 году получил звание «цзюйжэнь». Главный труд — «Каосинь лу».
Настаивал на размежевании «обучения для карьеры» и «обучение для себя» («Лунь юй», 14:24: 古之學者為己，今之學者為人), подчёркивал ценность последнего. В отличие от неоконфуцианцев, предпочитал не изучение «принципов» «ли» 理, а исследование фактов («ши» 事) и их исторической репрезентации.
При просмотре биографии Конфуция, имеющейся у Сима Цяня, Цуй Шу определил, что её вероятность составляет 20-30 процентов. В то же время, его аргументация была не только текстологичной: как конфуцианец, Цуй опирался на представление о совершенных качествах учителя, которые якобы позволяют осуждение тех классических утверждений, что этому противоречат, как более поздних фабрикаций.
Цуй Шу критически относился к представителям «учения Хань» (Чжэн Сюань) и важно — до комментариев Чжу Си.